# 三碘合铅酸铯
三碘合铅酸铯是一种无机卤化物钙钛矿，化学式为CsPbI3。在不同的温度下，它可以形成三种光敏的黑色钙钛矿相（α、β和γ相）以及一种黄色的非钙钛矿相（δ相）。通过不同元素掺杂，它的能量转换效率（PCE）可调。

## 合成
三碘合铅酸铯可由碘化铯和碘化铅以1:1化学计量比在含氢碘酸的溶液中反应制得。